# Västerängen
Västerängen este o arie protejată (arie specială de conservare — SAC, sit de importanță comunitară — SCI) din Suedia întinsă pe o suprafață de 52 ha, integral pe uscat.

## Localizare
Centrul sitului Västerängen este situat la coordonatele 59°56′52″N 18°50′13″E / 59.9477°N 18.8369°E.

## Înființare
Situl Västerängen a fost declarat sit de importanță comunitară în iunie 2001 pentru a proteja 1 specie de plante și 1 specie de animale. Situl a fost protejat și ca arie specială de conservare în martie 2011.

## Biodiversitate
Situată în ecoregiunile boreală și marină baltică, aria protejată conține 5 habitate naturale: Pășuni de coastă din Baltica boreală, Pășuni din zone de pădure fino-scandinave, Mlaștini alcaline, Pajiști fino-scandinave uscate până la mezice, bogate în specii de altitudine mică, Pajiști uscate seminaturale și facies de acoperire cu tufișuri pe substraturi calcaroase (Festuco-Brometalia) (* situri importante pentru orhidee).
La baza desemnării sitului se află mai multe specii protejate:
- plante (1): moșișoare (Liparis loeselii)
- nevertebrate (1): Vertigo geyeri